# Lauritz Schöldtz
Nils Lauritz Schöldtz, född den 7 januari 1895 i Malmö, död den 15 april 1979 i Lund, var en svensk präst.
Schöldtz avlade studentexamen 1914 och teologie kandidatexamen vid Lunds universitet 1918. Han blev komminister i Kyrkhult 1920 och kyrkoherde i Tranås och Onslunda 1926. Schöldtz var kyrkoherde i Bräkne-Hoby 1941–1965 och kontraktsprost i Listers och Bräkne kontrakt 1947–1965. Han var kyrkobokföringsinspektör 1946–1955, ledamot av Lunds domkapitel 1954–1962 och deltagare i kyrkomötena 1951, 1953, 1957 och 1958. Schöldtz blev ledamot av Vasaorden 1946 och kommendör av Nordstjärneorden 1962.